# Marcin Czech (futsalista)
Marcin Czech (ur. 13 listopada 1987) – polski futsalista, zawodnik z pola, reprezentant Polski, obecnie jest zawodnikiem występującej w ekstraklasie Wisły Krakbet Kraków.

## Życiorys
Marcin Czech swoją karierę rozpoczynał w młodzieżowych zespołach Kupczyka Kraków, z którym w 2007 roku zdobył mistrzostwo Polski U-20. W 2011 roku został zawodnikiem Wisły Krakbet Kraków, z którą w sezonie 2011/2012 zajął drugie miejsce w ekstraklasie, a sezon później zdobył Mistrzostwo Polski. W sezonie 2013/2014 w barwach Wisły wystąpił w dwóch meczach UEFA Futsal Cup i zdobył Puchar Polski. W 2014 roku zdobył Superpuchar Polski. W 2009 roku Marcin Czech w meczu z reprezentacją Słowacji zadebiutował w reprezentacji Polski, z którą uczestniczył w turniejach eliminacyjnych do Mistrzostw Świata 2012 i Mistrzostw Europy 2014. Wcześniej występował także w reprezentacji do lat 21.